# Sanctuary for None (Sanctuary – Génrejtek)
A Sanctuary for None a Sanctuary – Génrejtek című kanadai sci-fi-fantasy televíziós sorozat negyedik évadjának tizenkettedik-tizenharmadik, évadzáró epizódja.

## Ismertető
Richard Feliz, aki korábban Dr. Magnus pénzét igyekezett kezelni és elrejteni a figyelő tekintetek elől, a Menedékbe érkezik, hogy megbízatását felmondja. Nikola Tesla munkájára már nem tart igényt a SCIU. A kissé depressziós vámpír Magnus borába igyekszik fojtani bánatát.
Will az üregesföldi Caleb segítségével megment támadói elől egy abnormális lényt, Jebalt. Caleb Magnus segítségét kéri, szeretné békés módon lezárni az abnormálisok és emberek között dúló háborút, és a felszínen egy saját negyedet kialakítani népe számára. Miközben megpróbálják tető alá hozni a letelepedést, Addison ügynök megzsarolja Willt, hogy álljon át az ő oldalára. Meglepetésére Magnus támogatja a dolgot, így Will személyében belső információforrásra tenne szert a SCIU lépéseiről, terveiről. Magnus és Caleb kiszabadítja a börtönből az üregesföldiek korábban bezárt vezetőit. Will kapja a feladatot, hogy letartóztassa Dr. Magnust. Mikor megpróbálja felvenni vele a kapcsolatot, rá kell jönnie, hogy már tartozik közéjük.
Nagyfiú elhagyni készül Magnust és az új negyedbe akar költözni. Összetalálkozik ott Kate-tel, és kissé durván közli vele, hogy neki nincs ott helye. Will összehoz egy találkozót Magnusszal, aki meglátván őt elmenekül. Will elkapja és le akarja tartóztatni, hogy bevigye a SCIU-hoz, de verekedni kezdenek és Magnusnak sikerül megszöknie. Addison ezután keményebb eszközökhöz nyúl, és a negyedet lezáratja. A hírek fertőzésről szólnak, ám Magnus kénytelen kitálalni, és a televízión keresztül tudatja a világgal, hogy a negyedben abnormális élőlények élnek.
A SCIU-nál Addison kezéből kiveszik az irányítást. Will teljes hozzáférést kap minden adatbázishoz, hogy kideríthesse, mit tervez Magnus. A Menedékben Henry és Nikola rájön, hogy egy Nikola által tervezett energiafejlesztő berendezés segítségével egyetlen csapással akarnak végezni a körülzárt területen ragadt abnormális lényekkel. Magnus tudatja ezt Calebbel is és megpróbálja rávenni, hogy húzódjanak vissza Üregesföldbe, de Caleb nem hajlandó erre, jóval nagyobb céljai vannak, melybe Nagyfiút is beavatja. Magnus megbízza a denevér Brunót, hogy derítse ki, mi a terve Calebnek. Nagyfiú átadja Brunónak azt a Calebtől kapott anyagot, melyet ha elterjesztenek, minden emberben felerősíti az abnormális DNS-t, így az abnormálisok vennék át az irányítást a Földön. Will és Abby rájönnek, hogy az elvonultan töltött 113 év alatt Magnus egyáltalán nem vonult el, hanem készült valamire, mégpedig a világ több pontján is. Majd pedig 3-4 kivételével folyamatosan számolta fel a világ összes Menedékét.
Will ráveszi Addisont, hogy adja át a negyedet elzáró elektromos kerítés kódját, és Abbyvel együtt evakuálnak mindenkit a lezárt negyedből. Árulásáért Nagyfiún bosszút állnak az abnormálisok, testét kidobják a Menedék elé, és Caleb négy társával betör az épületbe. Henry, Nikola és Helen igyekszik őket feltartani, majd a központi laboratóriumba csalni. Helennek sikerül őt megölnie, azonban az önmegsemmisítő rendszert már nem tudja leállítani. A Menedék nagy része elpusztul. Will az épület alatti folyosórendszerben rátalál Helenre, aki elvezeti őt az új Menedékbe, a Föld felszíne alatt.